# Золингенский троллейбус
Золингенский троллейбус — троллейбусная система немецкого города Золингена (Северный Рейн-Вестфалия), частично расположенная также в Вуппертале. Открыта в 1952 году и обслуживается транспортной компанией Stadtwerke Solingen (SWS). Является одной из трёх действующих троллейбусных систем Германии (наряду с системами в городах Эберсвальде и Эслинген-ам-Неккар) и крупнейшей среди них.

## История
Первым видом городского электрического транспорта в Золингене был трамвай, введённый в эксплуатацию в 1896 году. Трамвайная инфраструктура понесла значительные разрушения во время Второй мировой войны и восстановлена к декабрю 1946 года, однако в начале 1950-х городские власти Золингена решили отказаться от дальнейшего развития трамвая в пользу троллейбуса, требовавшего меньших расходов на эксплуатацию. 19 июня 1952 года 6 троллейбусов ÜHIIIs совместного производства немецких компаний Waggonfabrik Uerdingen и Henschel-Werke начали курсировать между центральной городской площадью Графа Вильгельма и станцией Олигс (ныне — главный вокзал), а в конце 1959 года в Золингене действовали уже 4 троллейбусных маршрута, которыми были полностью заменены существовавшие до этого времени трамвайные линии, в том числе пригородный маршрут с северной конечной у станции Фовинкель подвесной дороги в городе Вупперталь и южной конечной с уникальным троллейбусным поворотным кругом у моста через реку Вуппер в районе Унтербург. К концу 1959 года общая протяжённость контактной сети в Золингене составила 38,7 км, интервал движения троллейбусов в часы пик по каждому из маршрутов не превышал 5 мин. Первоначально троллейбусные маршруты получили номера от 1 до 4, но с 1 января 1980 года они были перенумерованы в 681—684 в связи с основанием транспортного объединения Рейн-Рур, в которое была интегрирована золингенская троллейбусная система.
До марта 1962 года на маршрутах № 1 и № 2 в часы пик эксплуатировались сцепки из троллейбусов ÜHIIIs и прицепов Orion WH 112-N3 кёльнской фирмы Bauer. Помимо ÜHIIIs, в 1960-е годы в Золингене также работали усовершенствованные модели компании Henschel — HS 160 OSL и сочленённые троллейбусы HS 160 OSL-G. В 1968 году началась эксплуатация троллейбусов TS (Trolleybus Solingen), ходовая часть которых была разработана компанией Krupp. Это были передовые для своего времени двухдверные трёхосные троллейбусы с переменным уровнем пола, вмещающие до 140 пассажиров. Трёхосная компоновка позволяла машинам более эффективно работать на больших уклонах. После 20 лет эксплуатации в Золингене троллейбусы TS в 1988 году были проданы в аргентинский город Мендоса, где прослужили ещё почти три десятка лет.
В начале 1980-х годов троллейбусная сеть Золингена пополнилась новыми линиями: в 1981 году маршрут № 684 был продлён в восточную часть города до Хассельштрассе, а годом позже был построен небольшой участок Хёхшайд — Хёхшайд-Брокенберг. С 1984 года троллейбусы серии TS начали постепенно заменяться сочленёнными машинами немецко-австрийского производства MAN SG 200 HO и одиночными 12-метровыми троллейбусами MAN SL 172 HO, особенностью которых, как и у TS, была двойная задняя ось для работы в условиях холмистой местности.
В 1993 году завершено строительство троллейбусной линии в район Ауфдерхёе, по которой были проложены новые маршруты — № 685 и 686. Общая протяжённость контактной сети в двухпутном исчислении увеличилась до 50,3 км. Хронология ввода новых участков троллейбусной системы Золингена приведена в таблице (указаны современные названия остановок).
| Маршрут  | Дата       | Участок                                                  | Длина, км |
| -------- | ---------- | -------------------------------------------------------- | --------- |
| 1 (681)  | 19.06.1952 | Graf-Wilhelm-Platz — Rathaus — Mangenberg — Hauptbahnhof | 8,3       |
| 2 (682)  | 01.08.1953 | Hauptbahnhof — Wald Kirche                               | 4,2       |
| 2 (682)  | 01.10.1953 | Wald Kirche — Central — Rathaus                          | 3,9       |
| 2 (682)  | 15.06.1955 | Graf-Wilhelm-Platz — Birkerstraße — Höhscheid            | 2,4       |
| 1 (681)  | 07.08.1955 | Graf-Wilhelm-Platz — Werwolf — Bahnhof Mitte — Hästen    | 3,4       |
| 4 (684)  | 01.06.1957 | Werwolf — Schule Widdert                                 | 4,6       |
| 3 (683)  | 07.10.1958 | Central — Wuppertal-Vohwinkel Schwebebahn                | 5,8       |
| 3 (683)  | 02.12.1959 | Bahnhof Mitte — Burg Brücke                              | 6,1       |
| 684      | 30.05.1981 | Rathaus — Hasselstraße                                   | 2,6       |
| 682      | 11.09.1982 | Höhscheid — Höhscheid-Brockenberg                        | 0,8       |
| 686      | 22.08.1993 | Mangenberg — Kotten                                      | 8,2       |
| 685      | 22.08.1993 | Birkerstraße — Kotten                                    | 8,2       |
| 685, 686 | 22.08.1993 | Kotten — Aufderhöhe                                      | 8,2       |

С 2000 года в город начал поступать подвижной состав иностранного производства — сочленённые троллейбусы Berkhof Premier AT 18 (Нидерланды) и Van Hool AG 300 T (Бельгия), а с декабря 2009 года на улицах Золингена стали работать исключительно 18-метровые сочленённые низкопольные троллейбусы. Последние машины MAN SL 172 HO, обслуживавшие только 683-й маршрут, были заменены троллейбусами Swiss Trolley 3 швейцарской фирмы Carrosserie Hess. Большинство списанных машин MAN было передано в Сараево, а в ноябре 2015 года 13 оставшихся троллейбусов MAN SL 172 HO отправлены в украинский Мариуполь. Обновление подвижного состава позволило продлить маршрут № 683 как в южном направлении — на левый берег Вуппера (в 2009 году), так и в северном направлении под подвесной дорогой в Вуппертале и далее до железнодорожного вокзала Вупперталь-Фовинкель; на обоих новых участках троллейбусы используют автономный ход.
В 2018 году в Золинген поступили 12 польских троллейбусов Solaris Trollino 18 с увеличенным автономным ходом от аккумуляторных батарей. 31 октября 2019 года машины, обозначенные аббревиатурой BOB (нем. Batterie-Oberleitungs-Busse), вышли на бывший автобусный маршрут № 695, лишь 20 % которого проходит под контактной сетью. Согласно расчётам местных специалистов, замена дизельных автобусов на аккумуляторные троллейбусы на этом маршруте позволяет экономить до 147 000 л дизельного топлива в год, и в перспективе возможно дальнейшее сокращение эксплуатации автобусов в пользу современного электротранспорта. В конце 2021 года троллейбусный парк Золингена пополнился двухосными 12-метровыми троллейбусами Solaris Trollino 12.

## Маршруты
Крупнейшим пересадочным узлом в Золингене является площадь Графа Вильгельма (Graf-Wilhelm-Platz), через которую походят все 7 маршрутов. Троллейбусы работают по тактовому расписанию, минимальный интервал в рабочие дни — 10 мин. — установлен для маршрутов № 681 и 682, образующих кольцо между главным вокзалом и центром города. Маршрут № 683 работает с 10-минутным интервалом только от вокзала Wuppertal-Vohwinkel до кольца Krahenhöhe, а на продолжении маршрута в Бург интервал составляет 30 мин.
| Номер | Направление маршрута                         | Время в пути, мин. | Интервал, мин. |
| ----- | -------------------------------------------- | ------------------ | -------------- |
| 681   | Hauptbahnhof — Hästen                        | 28 / 27            | 10             |
| 682   | Hauptbahnhof — Höhscheid-Brockenberg         | 45 / 43            | 10             |
| 683   | Wuppertal-Vohwinkel Bahnhof — Burger Bahnhof | 47 / 46            | 10             |
| 684   | Schule Widdert — Hasselstraße                | 27 / 28            | 15             |
| 685   | Aufderhöhe — Graf-Wilhelm-Platz              | 33 / 34            | 30             |
| 686   | Aufderhöhe — Graf-Wilhelm-Platz              | 39 / 40            | 30             |
| 695   | Gräfrath Abteiweg — Meigen                   | 40 / 33            | 30             |

## Поворотный круг в Унтербурге

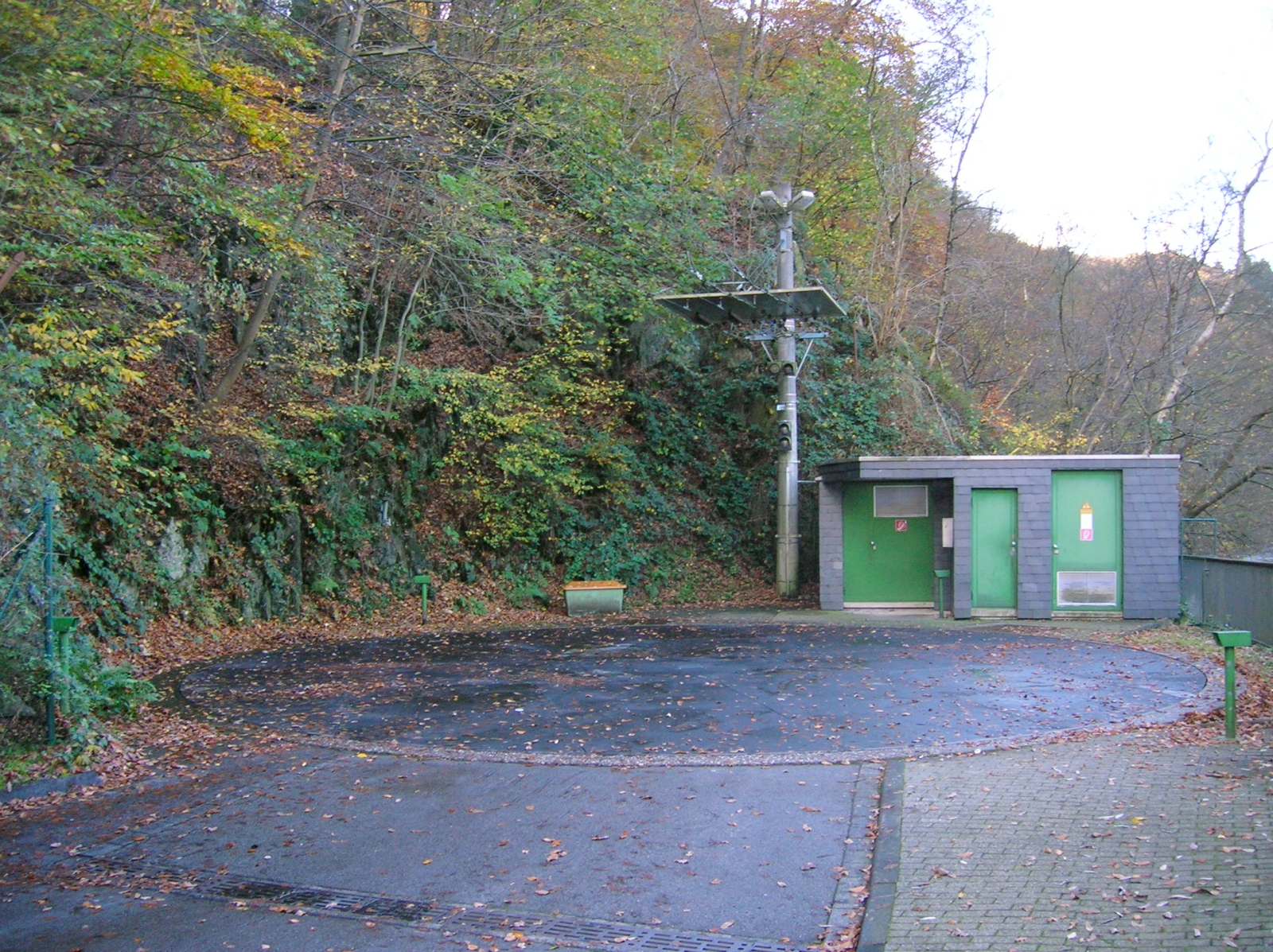
Поворотный круг в Унтербурге

Одной из особенностей троллейбусной системы Золингена является поворотный круг в Унтербурге, с помощью которого осуществлялся разворот троллейбусов на конечной станции 683-го (в прошлом — 3-го) маршрута у Бургского моста (Burg Brücke) через реку Вуппер. Круг был сооружён в 1959 году из-за недостатка места для строительства троллейбусного разворотного кольца на узком участке шириной не более 8 м, зажатом между рекой Вуппер и крутым склоном, где ранее располагалась конечная трамвая. Первоначально поворотный круг имел диаметр 7,5 м и приводился в действие вручную.
До 1974 года на 3-м маршруте продолжали работать уже устаревшие к тому времени троллейбусы модели ÜHIIIs, после чего поворотный круг был перестроен и увеличен в диаметре до 12 м для возможности работы с троллейбусами моделей TS и MAN SL 172 HO. Процесс поворота стал управляться водителем дистанционно. В 2009 году, когда Золинген полностью перешёл на работу с 18-метровыми сочленёнными троллейбусами, регулярное использование поворотного круга было прекращено, остановка Burg Brücke перенесена на левый берег реки, а сам маршрут № 683 продлён участком автономного хода до конечной Burger Bahnhof.	
Троллейбусный поворотный круг в Унтербурге остаётся последним сохранившимся сооружением такого типа в мире и используется для туристических поездок на историческом троллейбусе ÜHIIIs, организуемых троллейбусным музеем Золингена. В 2016—2021 годах он также использовался для оборота автобусов, временно заменивших троллейбусы на участке Krahenhöhe — Burger Bahnhof в связи ремонта моста через Вуппер.

## Подвижной состав
По состоянию на начало 2023 года в троллейбусном парке Золингена имеется 55 пассажирских троллейбусов моделей Van Hool AG 300T, Hess SwissTrolley 3, Solaris Trollino 12 и Solaris Trollino 18. В таблице указано общее количество троллейбусов за всё время эксплуатации. Полужирным шрифтом выделены модели сочленённых троллейбусов.
| Модель                | Годы эксплуатации | Всего машин |
| --------------------- | ----------------- | ----------- |
| ÜHIIIs                | 1952—1974         | 67          |
| HS 160 OSL            | 1960—1971         | 6           |
| HS 160 OSL-G          | 1960—1971         | 6           |
| TS 1                  | 1968—1984         | 14          |
| TS 2                  | 1970—1984         | 31          |
| TS 3                  | 1972—1988         | 35          |
| MAN SG 200 HO         | 1984—2003         | 22          |
| MAN SL 172 HO         | 1986—2009         | 46          |
| Berkhof Premier AT 18 | 2001—2023         | 15          |
| Van Hool AG 300 T     | 2002 — н. в.      | 20          |
| Hess Swisstrolley 3   | 2009 — н. в.      | 15          |
| Solaris Trollino 18   | 2018 — н. в.      | 12          |
| Solaris Trollino 12   | 2021 — н. в.      | 16          |

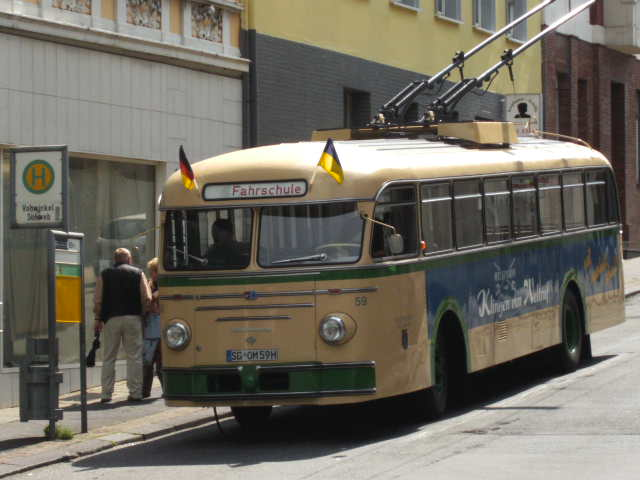
ÜHIIIs
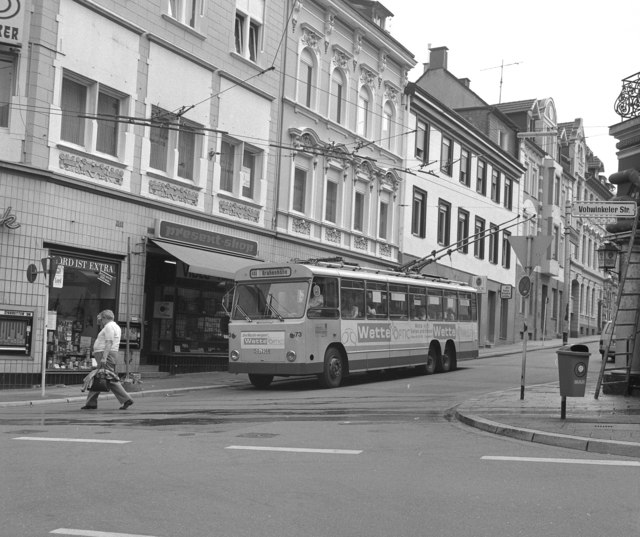
TS 3
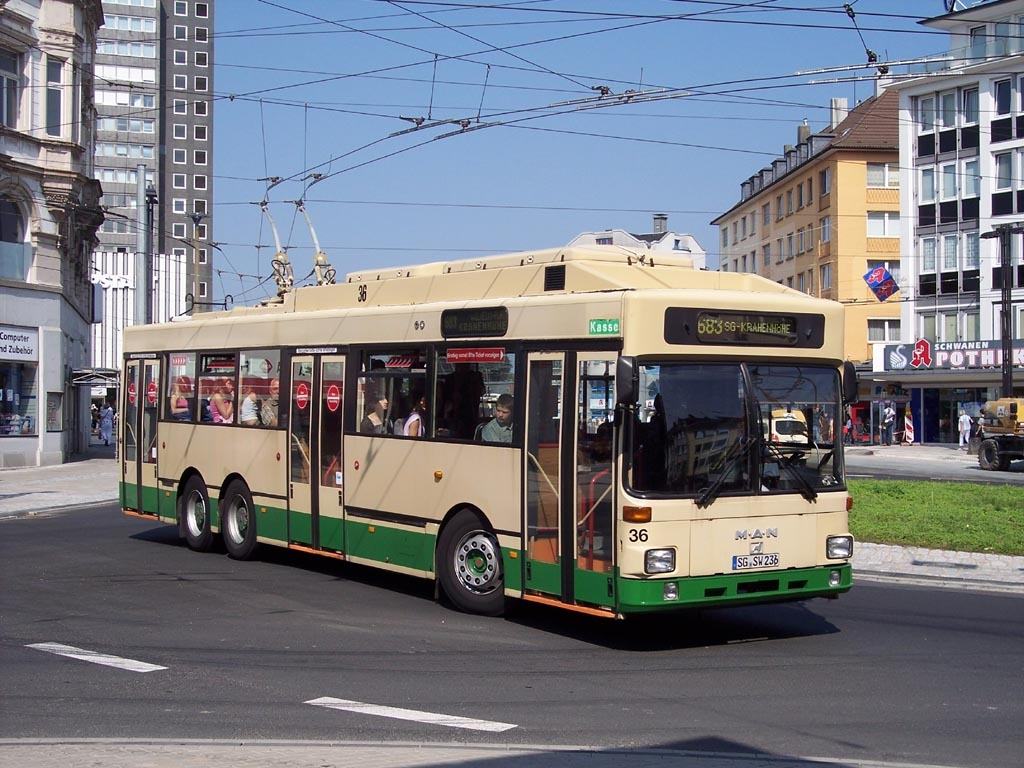
MAN SL 172 HO
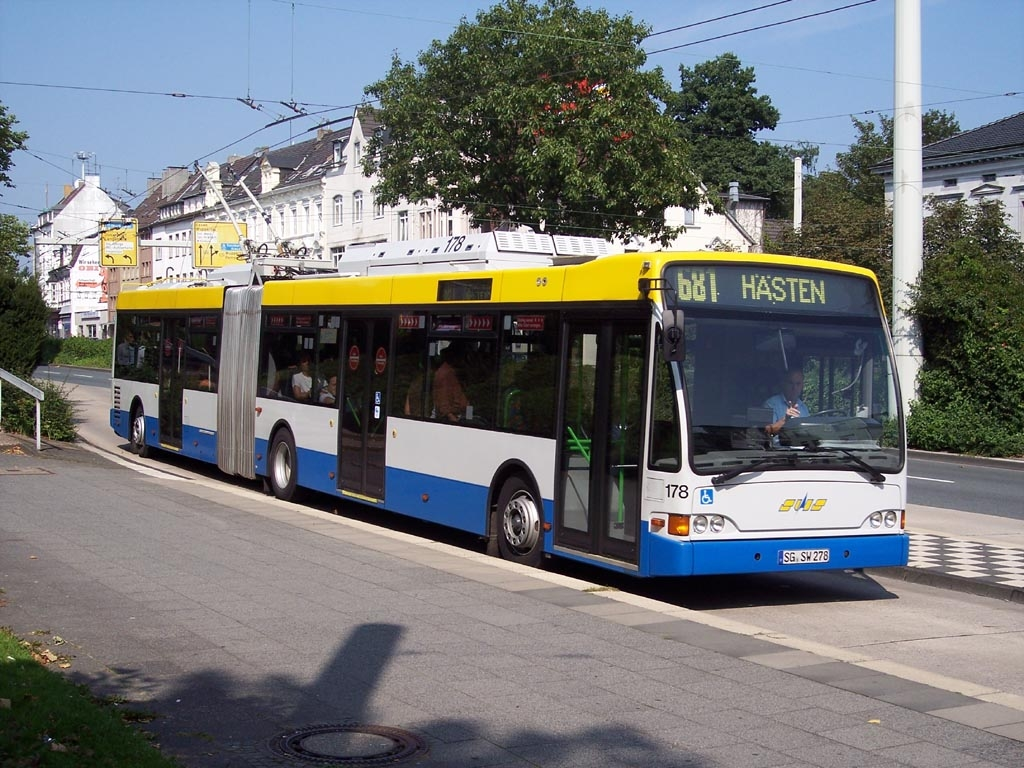
Berkhof Premier AT 18
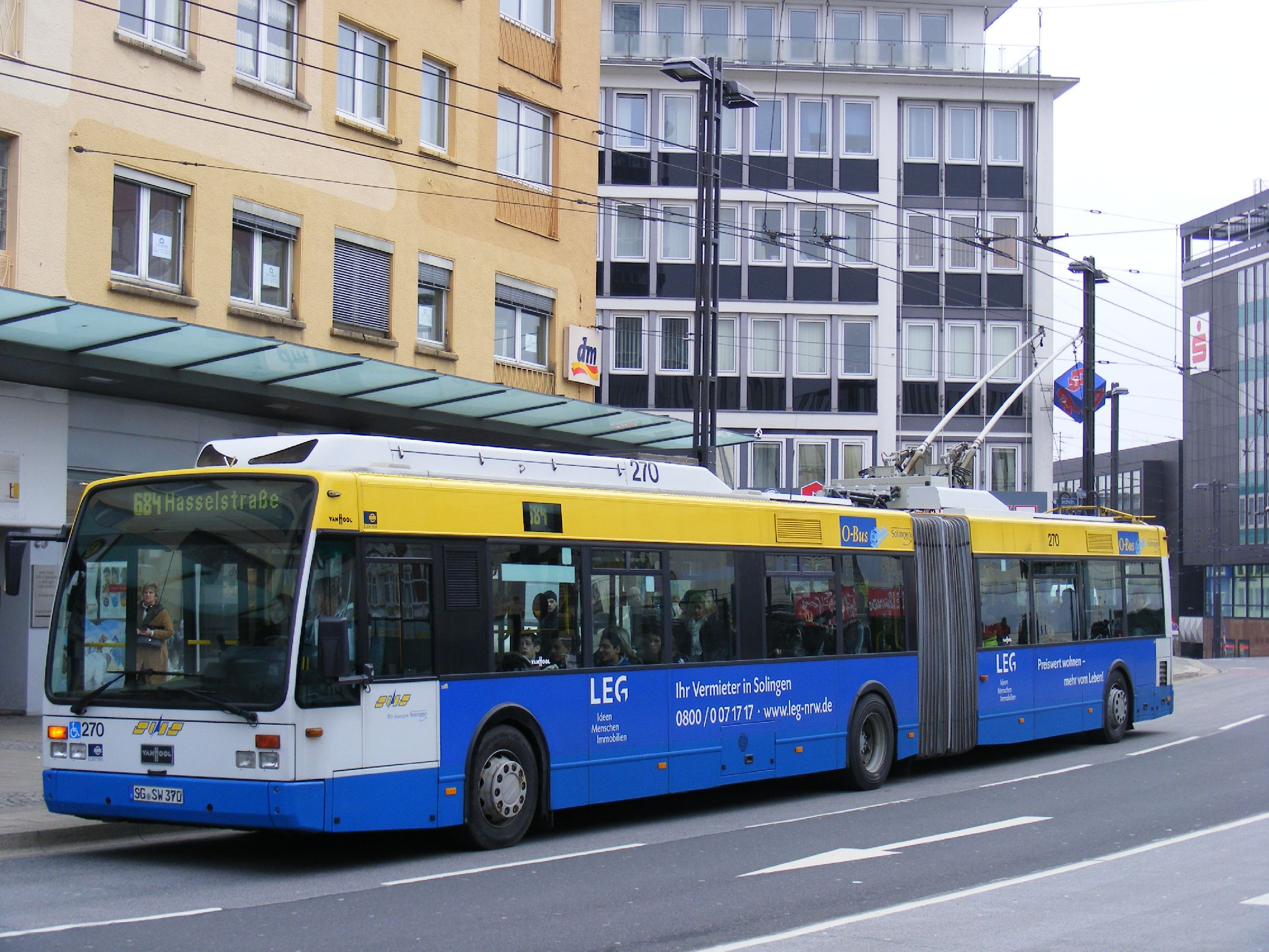
Van Hool AG 300 T
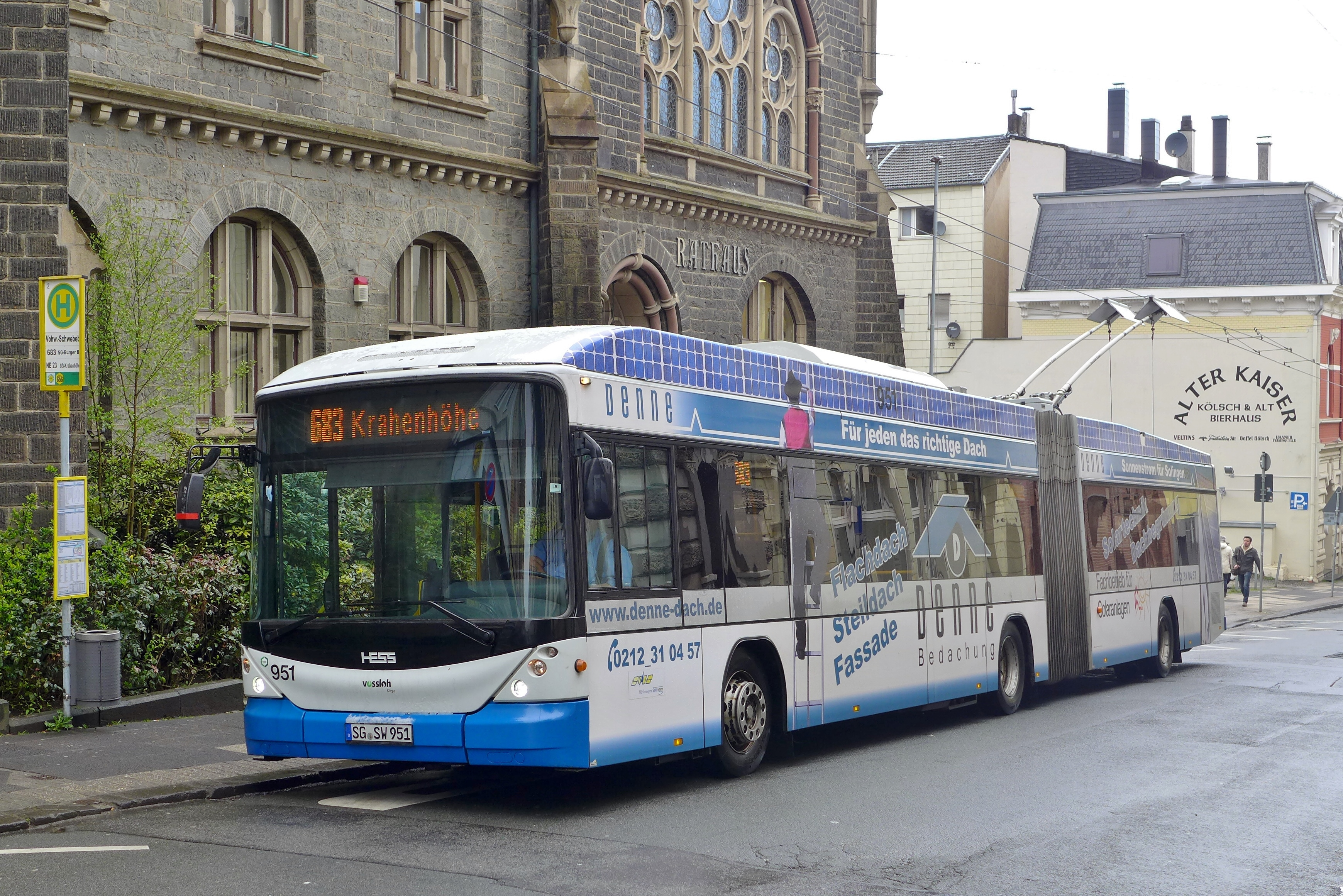
Hess Swisstrolley 3
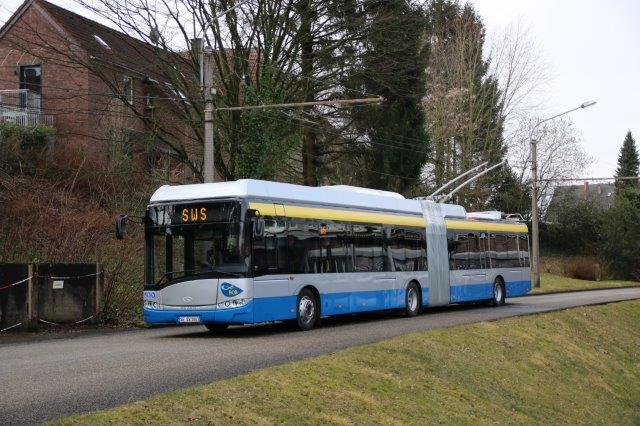
Solaris Trollino 18

## Троллейбусный музей
Троллейбусный музей в Золингене (нем. Obus-Museum Solingen) был создан в 1999 году как добровольная организация по реставрации и обслуживанию исторических троллейбусов. Первым экспонатом музея, взятым на реставрацию и восстановленным до ходового состояния, стал троллейбус ÜHIIIs с бортовым номером 59, работавший на городских маршрутах с 1959 года. Два экземпляра троллейбусов следующего поколения — TS 1 и TS 3 1969 и 1974 годов выпуска — были возвращены в Золинген из Мендосы. Третье поколение золингенских троллейбусов представлено в музее машинами MAN SG 200 HO и MAN SL 172 HO, построенными в 1984 и 1986 годах. В музее также хранится пассажирский прицеп Orion WH 112-N3, восстановленный по образцу троллейбусных прицепов фирмы Bauer, эксплуатировавшихся в Золингене.